# 1968年哥倫比亞大學學生抗議運動
1968年哥倫比亞大學學生抗議運動（英語：Columbia University protests of 1968）是當年全球各地的学生示威运动之一。是年春天，哥伦比亚大学学生发现该校与美国国防分析研究所（IDA）关系甚密，间接卷入越南战争，加之哥伦比亚大学校方计划在晨邊公園新建一个专为黑人学生出入而设计一个便门的体育馆，学生对校方的种族主义政策强烈不满，越战与种族主义催生了这场轰轰烈烈的学生运动。这场运动肇始于1968年4月23日，以1968年4月30日凌晨纽约市警察局暴力清场告终。

## 事件起因

### IDA文件的发现
1967年3月初，哥伦比亚大学學生爭取民主社會（SDS）激进分子鲍勃·费尔德曼在国际法图书馆发现了一个机密文件，该文件记载了哥伦比亚大学与美国国防部附属武器研究智库IDA的秘密合作关系，从而间接地卷入了越战之中。1967年3月之前，美国媒体、左翼媒体、地下媒体或者校园媒体对IDA极少提及。1956年至1967年间，这一特殊机构开始走入公众视野，一些大学出版社出版了一些专家学者的书籍中提到了IDA。在1967年3月之前，为公众所知的军事导向的智库是兰德公司，而非IDA。但是，当费尔德曼的名字出现在一些关于哥伦比亚大学与美国国防分析研究所若干关系的左派出版物后，联邦调查局解密了一份关于他的文件并开始调查他。IDA文件的发现引发了1967年4月至1968年4月间哥伦比亚特区的一场反战运动，他们要求哥大校方终止与IDA的合作关系，辞退那些在国防部兼职的IDA成员。1968年3月27日，在国际法图书馆行政大楼内一次和平示威运动爆发后，哥大校方以“不得在室内示威集会”为名，处分了以SDS主席马克·拉德为首的六个激进分子，史称“IDA六君子”。

### 种族主义
哥伦比亚大学校方计划在晨邊公園建造一个体育馆，但是被激进学生视为厚此薄彼的种族主义行为，此举激起了学校附近哈莱姆社區民众的愤怒。1965年，时值纽约市长竞选之际，参选的约翰·林赛在其竞选运动中极力反对该项目，反对声音逐渐兴起。到1967年，反对声音愈演愈烈而且更加激进。引发此次抗议的原因之一是体育馆的修建，兴建体育馆的初衷是为了让哈莱姆居民通过所谓的“后门”进入专用社区设施。到1968年，相关的学生和社区成员将其视为种族隔离主义行为，带有较强的歧视性。此外，一些人担心此举会占用从公园划土地。哈莱姆社区活动人士反对修建体育馆，因为尽管该社区位于公共土地和公园之上，但居民只能进入该地受到很大限制。有鉴于斯，这个项目被一些人贴上了“乌鸦体育馆”（Gym Crow）的标签。
1958年以来，哥伦比亚大学已经从其管辖的住宅区中驱逐了七千多名哈莱姆居民——其中85％是非洲裔美国人或者波多黎各人。而许多哈莱姆居民向哥伦比亚大学支付了租金。
在一个40周年纪念活动上，哥大黑人学生说他们的痛苦处境由种族歧视演变而来，与白人学生不同的是，他们的身份经常被盘查，更有甚者，黑人女性被禁止注册难度很高的课程。

## 事件经过

### 罢工占地
第一次抗议活动发生在马丁·路德·金被暗杀的前八天。为回击哥伦比亚大学校方在其校园内镇压反IDA和抗议晨邊公園体育馆修建的学生抗议活动的企图，哥伦比亚大学学生争取民主社会组织（SDS）激进分子和学生活动积极分子领导哥伦比亚大学非洲学会（SAS）于1968年4月23日举行了第二次对抗性示威。在抗议哥伦比亚大学和巴纳德学院的学生被保安阻止在哥大劳纪念图书馆（Low Library）后，大多数学生抗议者游行到晨邊公園哥伦比亚体育馆的建筑工地，试图阻止体育馆的建设，并与保卫工地的纽约警察发生冲突。纽约市警察局在体育馆逮捕了一名抗议者。SAS和SDS的学生随后离开了晨邊公園的体育馆，回到了哥伦大校园，在那里，他们占领了由教室和哥伦比亚学院行政办公室构成的的汉米尔顿大楼。

### 抗议者内部的种族隔离
1968年哥大抗议运动的一个重要形势是激进分子被以种族隔离的方式对待。在汉米尔顿大楼被占领后的第二天早晨，60名参与抗议活动的非裔美国学生要求以白人为主的SDS学生离开。SAS决定将自己从SDS中分离出来，这让SDS成员感到倍感诧异。SAS则希望他们在抗议活动中享有自主权，因为他们的诉求和方式与SDS在很大程度上存在分歧。
虽然SAS和SDS都想阻止兴建新体育馆，但这两个团体的诉求却不同。SDS的首要目标不单单是为了阻止体育馆的修建这个单一问题。SDS希望动员哥大学生群体以反对校方对越战的支持，而SAS主要是想通过阻止建造健身房来阻止哥大对哈莱姆社区居民的权益侵犯。
对于SAS而言，当务之急就是防止汉密尔顿大楼的教职人员和行政办公室中的文件和个人财产被破坏，惟其如是，才能这弱化民众对黑人抗议者的负面且刻板的印象。
单独占领汉密尔顿大楼让SAS避免与SDS就破坏大学财产以及其他议题发生任何潜在的冲突。因此，SAS的成员要求白人激进分子开始他们自己独立的抗议活动，惟其如是，黑人学生就可以把所有的注意力放在阻止大学建造体育馆这个问题上。
非裔美国学生认为欧洲裔美国学生无法理解抗议兴建体育馆的深意，因为其建筑计划是以种族隔离的方式发展起来的。 此外，非洲裔美国学生深知警察不会对一群黑人学生施暴以阻止骚乱，因为马丁·路德·金三周前才被杀害。刚开始时，这场抗议运动是一次双方共同努力的尝试，但很快就成为黑人学生与白人学生之间的拉锯战，因为SAS开始与其他抗议者单独会面并且隔离白人学生，每个团体占据大楼的单独的一边。SDS和SAS之间的沟通很少，这就导致两支部队之间的分歧与隔阂越来越大。
SDS和SAS之间很快达成协议，他们决定将白人示威者和黑人示威者分离开来。随后，白人示威者离开了汉密尔顿大楼，迁移到位于校长办公室的哥大劳纪念图书馆。在接下来的几天里，位于劳纪念图书馆的校长办公室（但不是大楼的其余部分，其中包括地下室的学校总机，其他办公室，但没有实际的图书馆）和其他三栋建筑，包括哥大建筑、规划与保护学院均被学生抗议者占用。 SDS和SAS的这种分离行为与全国的学生运动步调一致。值得注意的是，只有少部分占领者是哥大社区真正成员。许多外来参与者纷纷涌入这个火热的革命战场，包括来自其他大学的学生、流浪汉与简·方达夫妇等社会名流，来自加州大学伯克利分校的汤姆·海顿也加入其中。
在示威运动早期，黑人抗议者将自己与白人抗议者分离开来，迫使哥伦比亚大学校方解决种族歧视问题。马丁·路德·金遭遇暗杀后不久，大学周围黑人社区发生骚乱，管理人员慢条斯理地与SAS示威者斡旋。针对占据哥大最重要建筑并得到校外黑人激进派支持的非洲裔美国学生这一严峻问题，哥大管理层似乎无能为力。官员们担心，任何形式的平息学生运动的暴力行为都可能在邻近的哈莱姆社区引发骚乱。意识到这一点，那些躲在汉密尔顿大楼的官僚鼓噪邻近的非洲裔美国人来到校园，并“招募著名的黑人武装分子在他们的集会上演讲。对于游行示威，黑人学生和社区盟友为兴致浓烈，在SAS和哈莱姆区居民之间建立的学生—社区联盟致使越来越大多的百种美国人支持支持运动。
一张戴着太阳镜、在哥大校长格雷森·柯克办公室抽雪茄的大卫·夏皮罗照片在媒体上刊发，马克·洛德宣布代理教务长亨利·科尔曼将被扣为人质，直到该团体的诉求得到满足。虽然在大楼班学生占领开时他不在办公室，但科尔曼毅然决然地走进满是抗议者的大楼，走进他的办公室，对示威学生说：“我无法满足你提出的要求，但是眼下这种情况，我无意满足任何要求”。威廉·卡恩、丹·卡林斯基以及科尔曼等哥大管理层在办公室被示威学生当作人质扣留。科尔曼被扣留了24小时后就可以离开了，《纽约时报》称他脱离示威学生的围困“并不能证明此次遭遇令他感到不安”。

### 媒体回应
根据《哥伦比亚危机：1968年4月和5月被任命调查哥伦比亚大学骚乱的事实调查委员会的报告》：
“到了骚乱的最后几天，学生和初级教员都得到了广泛而深入的支持……更多的学生（可能是大多数学生）是对反叛者的不满……对示威者的支持有赖于广泛的不满和对他们立场的广泛同情”。
然而，这一调查声明漏洞百出，因为WKCR电台与《哥伦比亚每日观察家》在骚乱期间以及随后进行了民意调查发现，尽管许多学生对示威者的许多目标表示同情和理解，但大多数学生反对他们这种示威方式。为此，一个由300名本科生组成的、自称“多数联盟”的团体（意在将参与占领的学生描绘成不代表哥伦比亚大学和巴纳德大学的大多数自由派学生）在大楼被占领的几天后组织起来，以回应外界对他们管理方面不作为的指责。这个团体由学生运动员、兄弟会成员以及普通大学生组成，由理查德·瓦塞莱夫斯基和理查德·福扎尼领导。这些学生并不一定反对示威者所阐明的各种诉求，但坚决反对单方面占领大学建筑。他们在哥大劳纪念图书馆的主要建筑周围设置了一个人为障碍。他们声明他们的职责就是让示威学生离开劳纪念图书馆，并且承诺无任何后果。但是，他们还阻止任何人或任何物资进入这所图书，在连续三天封锁之后，一群抗议者试图在4月29日下午强行穿过封锁线，但很快遭到暴力回击。除了担心哈莱姆区居民会骚扰哥大校园外，哥伦比亚大学校方还担心学生与学生之间的暴力行为。所以，当天下午5点，多数联盟在教师委员会的要求下被说服停止封锁，教委会向联盟领导人承诺问题将在第二天得到解决。

### 对抗议活动的镇压
抗议活动于1968年4月30日凌晨结束，当时纽约市警察用催泪瓦斯猛烈镇压示威活动，并袭击汉密尔顿大楼和劳纪念图书馆。由于非裔美国律师准备在法庭上代表SAS成员，再加上由大侦探桑福德·加里克（马尔科姆·X凶杀案的同一调查员）领导的纽约市警察局中的非洲裔美国警察的特别行动小组已经清理了占据汉密尔顿大楼的非洲裔美国学生，汉密尔顿大楼得以和平清场。然而，在在白人占领的大楼的清场过程中发生了一些暴力冲突，大约132名学生、4名教职员工和12名警察受伤，被送入医院和监狱，警察一共拘捕了700余名抗议者。在接下来的几天里，暴力事件依然持续，学生们手持棍棒与警察搏斗。34岁的警官弗兰克·古奇亚迪被一名学生从二楼的窗户跳下的学生砸中，背部骨折，落下终身残疾。

### 二轮抗议
在1968年5月17日至22日的第二轮抗议活动中，纽约市警方逮捕和/或伤害了更多的哥伦比亚大学和巴纳德学院学生，当时社区居民占领了位于西114街618号的哥伦比亚大学所有的部分空置公寓楼，以示抗议哥伦比亚的扩张政策，随后，当学生重新占领汉密尔顿大楼以抗议哥伦比亚大学校方扣押“IDA六君子”。 在1968年5月22日晚上结束之前，警方已经逮捕了另外177名学生并殴打了51名学生。

## 事件余波

### 短期影响
示威运动达到了他们的两个既定目标：其一，哥伦比亚大学脱离美国国防分析研究所；其二，阻止体育馆的兴建，改为在校园北端建造地下健身中心（道奇健身中心）。一个广为流行传言是普林斯顿大学最终用健身馆的兴建计划来扩大其体育设施，但由于贾德温体育馆在1966年（哥伦比亚体育馆宣布成立时）已经完成了50%，这显然是不正确的。
至少有30名哥大学生因参加抗议被校方强制停学。
抗议运动刚开始时，卡尔·霍夫德教授在一个由管理人员、教师和学生组成的联合委员会中任职，该委员会为参与抗议活动的学生制定了处理方案。学生运动期间，霍夫德被任命院长，他说他觉得“学生静坐示威并非无理取闹”，并反对校方对学生的刑事指控，尽管他承认抗议者示威抗议“理由不充分”。
1968届的一些学生离开了校方正式的毕业典礼，在哥大下广场举行了一个反毕业典礼，随后在晨边公园举行了一次野餐，这里正是一切开始的地方。
1968年在哥伦比亚大学校园里发生的学生示威活动表明，大学并非象牙之塔，不能独善其身，它们容易受到周围社会、经济冲突等因素的影响。1968年这场抗议活动让哥伦比亚大学发生了翻天覆地的变化，正如历史学家托德·吉特林所言，“日趋激烈的交战状态，不断强化的孤立感（和）不断深化的仇恨。伴随着游行示威活动，哥大多个建筑物被占领，数千学生卷入其中，整个大学几乎瘫痪，成为‘现代美国历史上最有力和最有效的学生活动”。这个结论颇受争议，因为加州大学伯克利分校和肯特州立大学的抗议活动引发了更为广泛的社会反响。
示威活动之后，产生了各种各样的正面和负面影响。不幸的是，哥伦比亚大学声誉受损，一定程度上影响了学校招生以及校友捐赠。此外，吉特林所说的“日趋激烈的交战状态”在几年后达到顶峰，而当某些新的权力源形成后，校园生活便明显平静下来。这在很大程度上归因于越南战争的结束，历史学家认为越战是大多数运动的根本的和直接原因。但这并不包括越战之前正在进行的民权运动，这两个问题在60年代中后期同时出现了。参与抗议活动的学生继续以各种形式参与抗议政治，影响了整场运动。他们的做了许多活动，包括建立社区，创建城市社会组织等。哥伦比亚特区的学生争取民主社会组织几个成员与纽约黑豹党联合成立了地下气象员组织——一个致力于暴力推翻政府的组织。
由于学生示威活动，哥伦比亚大学的政策变得更加宽松，在抗议活动结束后的一周内都取消了课程。 此外，校方很快制定了一项政策，允许学生在所有课程中获得及格分数，而在剩余的学期中不需要额外的功课。作为传统课堂的替代，学生举办了“解放、集会（暨）室外音乐会”，知名作家、诗人艾伦·金斯堡以及感恩至死乐队出席了这次活动。

### 长期影响
在学生抗议之后，哥大元气大伤，在接下来的几年里，学校招生数量、捐赠和补助金显着下降。“哥大至少花费了20年才得以恢复元气”。抗议活动使得哥大在经济上陷入困境，学生选择就读其他大学，一些校友拒绝向学校捐款。不过，不少人认为，哥大的学生抗议运动也有助于推动高等教育进一步向自由主义左派转变。一些批评家，譬如，芝加哥大学教授艾伦·布鲁姆认为，“美国大学不再是学术和学术辩论的场所，而是‘政治正确’和自由主义的场所。”
种族分歧在这场学生运动中得到强化，由于政府为防止哈莱姆区发生骚乱而与占据汉密尔顿大楼的黑人学生弄巧成拙地达成了单独协议，使得情况变得更糟。在纽约警察局来之前，这些黑人激进分子被允许通过地下隧道离开大楼。黑人学生维持他们自己独立的组织与特定议程：促进哥大与哈莱姆社区之间的关系，并修改课程，包括黑人研究课程。
哥伦比亚大学理事会在运动过后得以成立，学生开始参与校园决策，该委员会由教职员、行政管理人员以及学生组成，为学生提供了积极重组大学的机会，这是在学生和校方权威人士之间进行积极对话的一种方式。自此开始，大学管理部门将关注学生对大学政策的意见与建议。抗议的另一个结果是改善了哥大与哈莱姆社区的关系，哈莱姆政客们在这场运动中失去了权威。哥大没有继续向北和东扩展到哈莱姆区，而是将其重点扩展到西部扩展到河滨公园区域。
与此同时，哥大与美国军方和联邦政府的关系发生了显著变化，这一关系的改变要早于其他美国学校许多年。1955年成立的IDA主要用于促进哥伦比亚大学与国防机构之间的联系；与之断绝关系的哥伦比亚大学因此不会再得到联邦对二战以来机密武器研究和国际研究项目的赞助。此外，作为中情局和武装部队招募人员的预备军官训练营离开了晨边高地校区。然而，作为时代变迁的标志，哥伦比亚在2013年初宣布重建与海军后备军官训练团的历史联系。
斯特凡·布拉德利在其著作《哈莱姆与哥伦比亚大学：60年代末的黑人学生权力》所言，通过抗议活动，SAS证明：黑色力量（指非洲裔美国学生和黑人工人阶级社区成员不顾阶级差异，在影响非裔美国人的问题上共同努力的能力）可以取得成功，就像它在1968年哥伦比亚大学的抗议活动中所做的那样。

## 大众文化
- 《草莓宣言（著作）》
- 《草莓宣言（电影）》
- 《哥伦比亚大学叛乱》
- 《纵横宇宙》
- 《青葱岁月》（页面存档备份，存于） [20]
- 《4321》